# Nyerges Krisztián
Nyerges Krisztián (Budapest, 1977. szeptember 26. –) magyar labdarúgó. Pályafutását a Vasasban kezdte ahol többek közt 4 intertoto kupa mérkőzésen is pályára lépett, de a csapatban leginkább csereként jutott szóhoz. A több játéklehetőség érdekében 2000-től 1 éven át a BVSC-Zugló csapatát erősítette. 2001-ben igazolta le a Rákospalotai REAC ahol a csapat meghatározó játékosa volt. 2012-ben bundabotrányba keveredett, emiatt a pályafutása megszakadt. Hosszan tartó bírósági eljárást követően a Fővárosi Ítélőtábla elévülés miatt ejtette ellene a vádat.

## További információ
- Nyerges Krisztián profilja az MLSZ adatbankjában
- Nyerges Krisztián profilja a HLSZ adatbankjában